# رابرتسون (دهانه)
رابرتسون یک دهانه برخوردی در ماه‌ است.